# Wenzlow
Wenzlow est une commune allemande de l'arrondissement de Potsdam-Mittelmark, Land de Brandebourg.

## Géographie

Carte de Wenzlow

Wenzlow se situe sur la Verlorenwasser, principalement dans la vallée proglaciaire de Głogów-Baruth. La partie occidentale de Wenzlow est proche de la Fiener Bruch.
Dans les années 1990, les terres basses de la Fiener Bruch sont classées dans le réseau Natura 2000 en tant que réserve ornithologique. La Fiener Bruch est l'un des trois seuls sites de reproduction de la grande outarde menacée d'extinction en Allemagne.
La commune comprend Wenzlow, Boecke et Grüningen.
| Rosenau | Brandebourg-sur-la-Havel |        |
|         | Wenzlow                  |        |
| Ziesar  | Gräben                   | Wollin |

La Bundesautobahn 2 traverse le territoire de Wenzlow.

## Histoire
Grüningen fusionne en juillet 1950 avec Wenzlow. Boecke fait partie de la commune depuis mars 2002.